# أسامة نقلي
أسامة نقلي سفير المملكة العربية السعودية لدى جمهورية مصر العربية، ومندوبها الدائم لدى جامعة الدول العربية، منذ 17 أبريل 2018 حتى مايو 2024  خلفًا للسفير أحمد قطان. عاش حياته العملية داخل أروقة وزارة الخارجية، تنقل خلالها بين عدد من المناصب، ومثلها في عدد من الوفود الرسمية، وشارك خلال مسيرته العملية في مجموعة من الاجتماعات الإقليمية والدولية، حتى تقلّد في 2017 منصب وكيل وزارة الخارجية للشؤون الدبلوماسية.

## حياته العملية
عند تخرجه من الجامعة، انضم السفير أسامة نقلي إلى وزارة الخارجية عام 1981، وكان ملحقًا دبلوماسيًا بها. احتك خلال وظيفته إلى مختلف أساليب العمل الدبلوماسي، حتى صار متمرسًا بأساسياتها، ساعده في ذلك عمله في وكالات الوزارة للعلاقات الاقتصادية الدولية، والسياسية، إضافة المنظمات الدولية. دفعه ذلك بعد سنوات قليلة إلى العمل في مكتب وزير الخارجية للشؤون الإعلامية. وبعد عامين من تعيينه، اختارته الوزارة ليكون نائبًا لمدير المكتب الإعلامي في السفارة السعودية بالولايات المتحدة الأمريكية عام 1988، ثم أصبح مديرًا للمكتب. ظل نقلي تسع سنوات في واشنطن، قبل أن يصدر قرارًا إداريًا بتعيينه مديرًا لمكتب وزير الخارجية للشؤون الإعلامية، والذي بقي فيه لأكثر من 20 عامًا، وحظي بكونه أول وكيل لوكالة الوزارة للشؤون الدبلوماسية.

## الحياة الشخصية
هو أسامة بن أحمد عباس نقلي، ولد عام 1958. متزوج، وله ثلاثة بنات، وابن واحد، وهم: نور، وبلقيس، ودانيا، وعبد العزيز. حصل على شهادة البكالوريوس من جامعة الملك عبدالعزيز، في تخصص الإدارة العامة عام 1980، تبعها بدبلوم في الدراسات الدبلوماسية من معھد الدراسات الدبلوماسیة عام 1983.

## وصلات خارجية
- وزارة الخارجية السعودية.
- السفارة السعودية في مصر.